# Transatlantyckie Partnerstwo w dziedzinie Handlu i Inwestycji

Stany Zjednoczone i Unia Europejska wchodzące w skład planowanego porozumienia

Transatlantyckie Partnerstwo w dziedzinie Handlu i Inwestycji (ang. Transatlantic Trade and Investment Partnership, TTIP) – porozumienie handlowe negocjowane od 2013 roku, którego głównym celem jest utworzenie strefy wolnego handlu pomiędzy Stanami Zjednoczonymi a Unią Europejską. W lutym 2014 roku komisarz UE Karel De Gucht wyraził nadzieję, że porozumienie zwiększy dochód narodowy obu stron o ok. 0,5%. Inne źródła wskazują jednak wysokie prawdopodobieństwo utraty 600 tys. miejsc pracy w UE.
Porozumienie tego rodzaju wymaga ujednolicenia norm technicznych oraz usunięcia barier w handlu (ceł, różnic w regulacjach, ograniczeń w zakresie inwestycji itp.).
Negocjacje objęte są tajemnicą. Aby uspokoić opinię publiczną Komisja Europejska latem 2014 opublikowała wybrane materiały informacyjne i komentarze oraz obszerne materiały promocyjne, które jednak nie obejmują treści negocjowanych zapisów.
Od objęcia stanowiska Prezydenta Stanów Zjednoczonych przez Donalda Trumpa negocjacje praktycznie zostały zawieszone (ostatnia runda odbyła się w październiku 2016). W zamian Unia Europejska podjęła rozmowy w sprawie węższych porozumień dotyczących ceł w handlu towarami przemysłowymi oraz systemów oceny zgodności.

## Idea i historia
Pomysł porozumienia handlowego pomiędzy UE i USA nie jest nowy. Rządy, przedsiębiorstwa i ośrodki akademickie od dawna prowadzą dyskusje na ten temat. W ostatnich latach UE i USA zaczęły odnosić wrażenie, że właśnie nadszedł czas na zrealizowanie tego pomysłu.
Przed podjęciem decyzji o rozpoczęciu negocjacji UE i USA powołały w 2011 grupę roboczą ekspertów rządowych, aby sprawdzić, jakiego rodzaju umowę w sprawie handlu i inwestycji można opracować między obiema potęgami gospodarczymi. Grupie przewodzili wspólnie Komisarz UE ds. handlu oraz przedstawiciel USA ds. handlu. Grupa ta, zwana grupą roboczą wysokiego szczebla UE-USA ds. zatrudnienia i wzrostu, dogłębnie przeanalizowała możliwości i potencjalne trudności, jakie mogłyby wyniknąć z umowy. Stwierdzili wspólnie, iż kompleksowa umowa (obejmująca wszystkie sektory) przyniosłaby zdecydowane korzyści w postaci liberalizacji handlu oraz dodatkowego pobudzenia wzrostu gospodarczego, a tym samym tworzenia nowych miejsc pracy po obu stronach Atlantyku. Grupa zaleciła rozpoczęcie negocjacji. Decyzja o rozpoczęciu rozmów wynikała w dużej mierze z postępującego kryzysu gospodarczego i przedłużających się wielostronnych negocjacji handlowych w ramach Światowej Organizacji Handlu – tzw. dauhańskiej agendy rozwoju. Ponadto reforma wspólnej polityki rolnej UE oraz wysokie ceny towarów oznaczały, że obie strony były gotowe dyskutować kwestię rolnictwa i rozpocząć negocjacje w sprawie otwarcia swoich rynków.

## Zakres umowy
Zakres umowy TTIP ma być dużo szerszy niż tradycyjnych umów handlowych skupiających się jedynie na likwidacji barier taryfowych (ceł). Jak deklaruje Komisja Europejska, TTIP ma na celu stymulację transatlantyckiej gospodarki poprzez wpływ na trzy główne obszary:
1. Dostęp do rynku:
- Obszar, do którego tradycyjnie ograniczają się umowy handlowe;

- Zdecydowana większość ceł pomiędzy USA a Unią Europejską pozostaje na bardzo niskim poziomie (ok. 5% w UE i 3,5% w USA), istnieją jednak poszczególne grupy towarów, np. odzież czy wyroby cukiernicze, które wciąż objęte są wysokimi taryfami. Biorąc jednak pod uwagę wielkość wymiany handlowej między UE i USA, zniesienie nawet małych stawek celnych może przynieść wymierne korzyści gospodarcze;

- Zarówno UE, jak i USA świadome są istnienia pewnych obszarów wrażliwych, np. produktów rolnych, rynku audiowizualnego i kulturowego, w których rozważane jest szczególne ich potraktowanie lub wyłączenie z negocjacji. Rozwiązaniem może być także pozostawienie ceł na pewnym obniżonym poziomie czy rozciągnięcie znoszenia ceł w czasie;

- Liberalizacja dostępu do rynku usług, czyli m.in. wzajemne uznawanie dyplomów i licencji, ale także otwarcie sektorów dotychczas zamkniętych dla dostawców z zewnątrz (np. transport);

- Ułatwienia dla inwestorów chcących ulokować swój kapitał w innym kraju;

- Wzajemne otwarcie rynku zamówień publicznych (rynek europejski jest już dziś bardziej otwarty na wykonawców z USA niż w drugą stronę).

2. Bariery pozataryfowe i regulacyjne:
- Ocenia się, że to właśnie postanowienia z tego obszaru będą miały największe znaczenie dla przyspieszenia rozwoju gospodarki transatlantyckiej;

- Negocjacje skupiają się na ograniczeniu barier technicznych w handlu oraz harmonizacji regulacji, standardów, norm sanitarnych i fitosanitarnych, przy czym nie chodzi tu o natychmiastową zmianę, ale o stopniową konwergencję;

- Obecnie systemy regulacyjne UE i USA są odrębne, choć mają ze sobą wiele wspólnego, jeśli chodzi o cele regulacji;

- Jednocześnie TTIP nie powinno ograniczać swobody żadnej ze stron do ustanawiania regulacji w celu realizacji ważnych celów publicznych; powinno być elastyczne, aby móc dostosować się do przyszłych wyzwań, a zobowiązania stron powinny być zbilansowane;

- Obie strony zgadzają się, że TTIP powinno w tym zakresie stać się wyznacznikiem międzynarodowych standardów w zakresie umów handlowych.

3. Nowe płaszczyzny współpracy:
- Współpraca i rozwój małych i średnich przedsiębiorstw (MŚP);

- Liberalizacja rynków surowców, zwłaszcza energetycznych.

## GMO
Jak twierdzi Komisja Europejska, UE nie będzie musiała w wyniku TTIP zmieniać swojego prawa w zakresie organizmów genetycznie modyfikowanych (GMO).
Prawa podstawowe, takie jak te odnoszące się do GMO lub chroniące życie i zdrowie ludzkie, zdrowie i dobrostan zwierząt, środowisko lub interesy konsumentów, nie są częścią negocjacji.
Na mocy przepisów unijnych GMO, które zostały zatwierdzone do użytku jako żywność, pasza lub materiał siewny, już obecnie można sprzedawać w UE. Wnioski o zatwierdzenie ocenia Europejski Urząd ds. Bezpieczeństwa Żywności (EFSA), a następnie przesyła do państw członkowskich z prośbą o wyrażenie opinii na ich temat. Jak dotąd urząd ten zatwierdził 52 GMO. Negocjacje nie będą miały wpływu na procedurę zarządzania ryzykiem oraz na ocenę bezpieczeństwa, którą przeprowadza EFSA, zanim jakikolwiek GMO zostanie dopuszczony do sprzedaży.
UE i USA już teraz wymieniają się informacjami na temat polityki, przepisów prawa i zagadnień technicznych dotyczących GMO. Dzięki takiej współpracy można zminimalizować skutki, jakie przyjęcie GMO może wywierać wzajemnie na oba systemy wymiany handlowej. Krytycy umowy podkreślają jednak, że w USA nie ma obowiązku umieszczania na produktach spożywczych informacji o tym, że zawierają GMO, podczas gdy w Europie on istnieje.

## Energia
Negocjatorzy podkreślają, że energetyka jest kluczowa dla porozumienia. TTIP ma mieć, jak deklarują, ogromne znaczenie dla bezpieczeństwa energetycznego, co jest szczególnie istotne w kontekście sytuacji na Ukrainie. Obecnie istnieją duże różnice w cenach energii w UE i USA – TTIP może umożliwić wyeliminowanie ograniczeń eksportowych w eksporcie gazu z USA, co pozwoli na dostęp do tańszego surowca i stworzy konkurencyjność na europejskim rynku energetycznym.
TTIP ułatwiając eksport amerykańskiego gazu i ropy naftowej do Europy może zmniejszyć zależność UE od Rosji.
Jednym z priorytetów dla Polski w negocjacjach z USA jest wyeliminowanie ograniczeń w eksporcie gazu z USA z uwagi na znaczenie tej kwestii dla konkurencyjności europejskiego i polskiego przemysłu. Zniesienie barier w eksporcie gazu z USA dałoby Polsce potencjalny dostęp do źródeł taniego surowca. W obecnej sytuacji międzynarodowej byłoby to korzystne dla UE i Polski, zarówno ze względów ekonomicznych, jak i politycznych, zapewniając większe bezpieczeństwo energetyczne.

## Rozwiązywanie sporów na linii inwestor-państwo (mechanizm ISDS)
Mechanizm ISDS (mechanizm rozstrzygania sporów na linii inwestor-państwo, investor-to-state dispute settlement) stanowi element niektórych umów w sprawie wzajemnego popierania i ochrony inwestycji.
Komisja Europejska oraz niektóre państwa członkowskie uważają, że system rozstrzygania sporów między inwestorami a państwem jest ważnym narzędziem ochrony inwestorów, którym wymóg przestrzegania powszechnie obowiązującego prawa utrudnia uzyskiwanie pożądanych zysków.
Krajowe systemy sądownicze nie zawsze przyznają rację stronie silniejszej ekonomicznie. Dlatego włączenie postanowień chroniących inwestorów do transatlantyckiego partnerstwa w dziedzinie handlu i inwestycji zapewnia wyraźną wartość dodaną – jak twierdzą negocjatorzy.
Uwzględnienie środków służących ochronie inwestorów nie uniemożliwia parlamentom uchwalania praw ani nie prowadzi do uchylania przepisów obowiązujących własnych obywateli, a jedynie ogranicza możliwość egzekwowania tych praw wobec inwestorów zagranicznych.
Polska popiera włączenie mechanizmu ISDS do zakresu przyszłej umowy TTIP, gdyż obowiązująca obecnie umowa dwustronna z USA w znacznie szerszym zakresie wyłącza inwestorów z USA spod jurysdykcji polskich sądów. Natomiast rząd Niemiec i Francji już wyraziły do tego zastrzeżenia.
Mechanizm ISDS jest najczęściej krytykowanym elementem umowy TTIP, gdyż zdaniem jego przeciwników uwalnia on transnarodowe korporacje z obowiązku przestrzegania prawa wewnętrznego krajów, w których one działają. Potencjalnie może też zablokować promowanie / dotowanie nowych technologii ze środków publicznych (gdy będzie to sprzeczne z interesem firm już aktualnie działających w danej branży) na skutek obaw przed ewentualną koniecznością wypłaty odszkodowań przez państwo.

## Kontrowersje
Wobec licznych kontrowersji wokół projektu umowy liczne organizacje pozarządowe wystąpiły w połowie 2014 roku do Komisji Europejskiej o rejestrację Europejskiej Inicjatywy Obywatelskiej „Stop TTIP”. Po odrzuceniu wniosku przez KE, powołana została do życia oddolna inicjatywa prowadząca kampanię zgodnie z zasadami  obowiązującymi EIO. W ciągu roku trwania akcji 3,284,289 obywateli krajów Unii Europejskiej podpisało się pod petycją nawołującą Komisję Europejską do zaprzestania negocjacji z USA w sprawie TTIP i do nieratyfikowania umowy gospodarczo-handlowej (CETA) z Kanadą.
Jednym z głównych zarzutów wobec TTIP są potencjalne zagrożenia dla demokracji, jakie niesie za sobą umowa. Krytycy umowy wskazują, że mechanizm arbitrażu (ISDS lub w zmodyfikowanej wersji ICS) przyzna zbyt duże uprawnienia korporacjom umożliwiając im poprzez wpływanie na proces stanowienia prawa, a także przyczyni się do umocnienia de facto prywatnego systemu sądowego. Podobne zarzuty podnosi się wobec planowanego modelu współpracy regulacyjnej będącego centralnym punktem koncepcji umowy jako "żywego organizmu" forsowanej przez KE.
Z uwagi na tajny charakter negocjowania porozumienia, a także elementy związane z ochroną własności intelektualnej, pojawiły się obawy o próbę wprowadzenia do umowy zapisów o charakterze porównywalnym do tych z porozumienia Anti-Counterfeiting Trade Agreement, będących źródłem kontrowersji i międzynarodowych protestów. Ponieważ nadal nie są znane szczegóły porozumienia, trudno oceniać na ile te obawy są uzasadnione.
Obawy związane są też z wpływem TTIP na miejsca pracy w Unii Europejskiej. Z wcześniejszych, bardzo optymistycznych szacunków wycofała się już nawet Komisja Europejska. Obecnie szacuje się, że w pierwszym okresie po podpisaniu umowy może dojść do utraty od 600 tys. do 1,3 mln miejsc pracy.
Kontrowersyjne jest również podejście do tematu wiz. W przypadku umowy z Kanadą, Czechy zażądały zniesienia wiz turystycznych do Kanady. Kanada się na to zgodziła.